# Subprefeitura da Casa Verde
A Subprefeitura da Casa Verde/Cachoeirinha é uma das 32 subprefeituras da cidade de São Paulo, sendo regida pela Lei nº 13.999 de 1º de agosto de 2002.
É composta por três distritos: Casa Verde, Cachoeirinha e Limão, que somados representam 26,7 quilômetros quadrados e habitada por mais de 309.376 pessoas, com uma densidade de 11.587 Habitantes por quilômetro quadrado.
Sua sede está localizada na Avenida Ordem e Progresso, 1001, no distrito da Casa Verde.
O bairro possui características muito específicas que, com o decorrer dos anos se fortalecem e acabam por unificá-lo de uma maneira singular tanto para os que habitam nele como no conceito geral. Na Casa Verde observamos um exemplo onde a designação do bairro é resultado daqueles que primeiro se estabilizaram ou se fixaram para lá através de referências populares.

## Distrito da Casa Verde
- IDH: 0,874 - elevado (36°)
- Área: 7,10 km²

- População: 85.624

- Principais bairros: Jardim São Bento, Casa Verde, Peruche.
- Principais vias de acesso: Av. Casa Verde, Av. Professora Ida Kolb, Av. Brás Leme.

Apesar de não possuir estações de metro, o distrito é localizado próximo a estação de trem/metro Palmeiras-Barra Funda da linha3-Vermelha e a Estação Santana da linha1-Azul, também é servido de um terminal de ônibus, o Terminal Casa Verde localizado na Av. Engenheiro Caetano Alvares.
No século XVII as terras da Casa Verde eram de Amador Bueno (1584-1649), que as ganhou como sesmaria. Em 1630, construiu a fazenda onde é a Rua Zanzibar. O espaço passou a ser de José Arouche de Toledo Rondon, por meio de herança, quando começa a ser conhecida por Casa Verde. Arouche, a qual o largo era sua propriedade, já era produtor rural do outro lado do rio.
Em 1857, documentos confirmam que as terras eram de Francisco Antônio Baruel, que depois as venderia para o tenente-coronel Fidelis Nepomuceno Prates. Em 1882, João Maxwell Rudge adquiriu a área, explorando o plantio de frutas, principalmente de uvas. Os filhos do primeiro casamento resolveram fazer da fazenda um empreendimento imobiliário. Conseguiram vender o primeiro lote em vinte e um de maio de 1913. Para facilitar a travessia pelo Rio Tietê, a família construiu uma ponte de madeira, que em 1954, depois da retificação do Tietê, seria substituída pela atual, de concreto.

## Atualidade
O desenvolvimento foi lento e só acelerado a partir do momento e seguindo o ritmo que os benefícios foram chegando no Bairro,  (como a construção da ponte de madeira, chegada do bonde, luz elétrica, a construção da Igreja, o distrito da paz...). O Bairro então cresce, a cidade de São Paulo cresce, sendo considerada hoje uma megalópole. É considerado que neste momento, o empreendimento é muito bem sucedido. 

### Curiosidades
A região do Bairro da Casa Verde, era, na verdade para ser Villa Tietê, porém, por conta das histórias das sete irmãs solteiras da “casa verde”, o bairro ganhou o nome.
As “Meninas da Casa Verde" eram as irmãs Caetana Antônia de Toledo Lara e Moraes, Gertrudes Genebra de Toledo Rendon Freire, Joaquina Luisa Delgado de Toledo e Luna, Pulquéria Leocádia Domitila Ordonhes de Toledo, Ana Teresa de Araujo de Toledo, Maria Rosa de Toledo Rendon e a caçula Redunzinda de Toledo.
Eram filhas de um funcionário da Colônia, Agostinho Delgado Arouche, e irmãs de José Arouche de Toledo Rendon, reconhecido por ser o primeiro diretor da Faculdade de Direito de São Paulo e do Jardim Botânico e plantador de chá situado na Praça da República, moravam em um casarão na Rua do Collegio, de onde saem duas das três versões que desvendam a "casa verde". Na primeira, o casarão tinha a cor verde. Na outra, a cor era encontrada apenas nas janelas. Mas a versão mais conhecida foi que verde era a cor da sede da fazenda encontrada na margem direita do Tietê, entre Sant'Ana e e Freguesia do Ó. 
Segundo o historiador Nuno Sant'Anna, em artigo publicado no Estado em 1936, com informações do recenseamento de 1830, as “Meninas da Casa Verde”, sobreviviam “de jornaes de escravos, do aluguel de suas casas e da lavoura de sua chacra”. Nas terras que herdaram do pai, provavelmente se plantava café, diz Sant'Anna que é autor do livro "As Meninas da Casa Verde". Ele também dizia que as sete filhas, dos onze que Delgado teve, eram estéreis. "Ellas, emfim, que por tanto tempo perfumaram com o seu espírito a vida romântica de São Paulo em princípios do seculo XIX, tiveram um traço característico um pouco amargo e um pouco poético: viveram solteiras toda a vida - e por isso a vida toda ficaram sendo meninas", conclui o historiador. 

## Distrito da Cachoeirinha
- IDH: 0,802 - elevado (71°)
- Área: 13,30 km²
- População: 143.523
- Principais Bairros: Vila Nova Cachoeirinha, Jardim Pery Alto, Jd. Princesa.
- Principais Vias de Acesso: Av. Deputado Emílio Carlos, Av. Parada Pinto, Av. Inajar de Souza e Av. Imirim

Também não possui estações de metro, porem já foram discutidos planos de expansão, onde a região contará com a futura linha-16, que deve ligar a Cachoeirinha, Casa Verde e Luz. A outra linha seria a linha-19 que passaria pela Vila Maria, ligando também Guarulhos à Anhangabaú, no centro da cidade. Por enquanto, o transporte publico da região é majoritariamente ônibus e mini-vans. Atualmente, o distrito tem atraído grandes varejistas como Magazine Luiza e Casas Bahia.

## Distrito do Limão
- IDH: 0,847 - elevado (53°)
- Área: 6,30 km²
- População: 80.229
- Principais Bairros: Limão, Jardim Primavera, Vila Santa Maria.
- Principais Vias de Acesso: Av. Celestino Bourroul, Av. Deputado Emílio Carlos, Av. Nossa Senhora do Ó e Av. Antônio Munhoz Bonilha

A primeira linha de ônibus implantada na região foi em 1935, que saia da Barra Funda e ia até o bairro Vila Santa Maria. O distrito do limão, que não conta com estações do metro, utiliza-se da linha3-vermelha por sua proximidade. A grande atividade industrial gerada nessa area é valorizada, existem ainda inúmeros colégios importantes, como por exemplo o Padre Moye fundado em 1942, abriga também a nova sede do jornal O Estado de S. Paulo e do jornal Lance!.